# Władysław Szapował
Władysław Fedorowycz Szapował (ukr. Владислав Федорович Шаповал, ur. 8 maja 1995 w Czernihowie) – ukraiński piłkarz grający na pozycji lewego obrońcy lub lewego pomocnika w ukraińskim klubie Polissia Żytomierz.
Wychowanek klubów Junist' Czernihów i Wołyń Łuck, barwy których bronił w juniorskich mistrzostwach Ukrainy (DJuFL). 3 listopada 2012 roku debiutował w młodzieżowej drużynie Wołyni. 21 listopada 2015 debiutował w pierwszej drużynie biało-malinowych w meczu z Szachtarem Donieck.